# Green Mesa
Die Green Mesa ist ein 1,6 km langer Tafelberg im ostantarktischen Viktorialand. Er ragt 1,5 km westsüdwestlich der Canfield Mesa im westlichen Teil der Insel Range auf.
Das Advisory Committee on Antarctic Names benannte ihn 1997 nach dem US-amerikanischen Geowissenschaftler William J. Green, der gemeinsam mit Donald Canfield in drei Kampagnen zwischen 1980 und 1988 geochemische Analysen des Onyx River und des Lake Vanda durchführte.